# محمد عبد الله (لاعب كرة قدم مصري)
محمد مد عبد الله غباشي لاعب كرة قدم مصري، من ناشئي نادي بنها ، ويلعب حاليًا لنادي ألعاب دمنهور في مركز الظهير الأيمن.

## روابط خارجية
- محمد عبد الله على موقع قاعدة بيانات كرة القدم.إي يو (الإنجليزية)
- محمد عبد الله على موقع ناشيونال فوتبول تيمز (الإنجليزية)
- محمد عبد الله على موقع Soccerway.com (الإنجليزية)

- محمد عبد الله